# Dänische Badmintonmeisterschaft 1948
Die Dänische Badmintonmeisterschaft 1948 fand in Kopenhagen statt. Es war die 18. Austragung der nationalen Titelkämpfe im Badminton in Dänemark.

## Titelträger
| Disziplin    | Sieger                                                          |
| ------------ | --------------------------------------------------------------- |
| Herreneinzel | Jørn Skaarup, Frederiksberg BK                                  |
| Dameneinzel  | Tonny Ahm, Gentofte BK                                          |
| Herrendoppel | Jørn Skaarup, Frederiksberg BK Preben Dabelsteen, Københavns BK |
| Damendoppel  | Agnete Friis Tonny Ahm, Gentofte BK                             |
| Mixed        | Jørn Skaarup, Frederiksberg BK Tonny Ahm, Gentofte BK           |